# Kue Na
Kue Na (Kuena, Küna; Thai กือนา; † 1385) war zwischen 1355 (nach Wyatt 1367) und 1385 der 6. König der Mangrai-Dynastie von Lan Na.

## Leben
Kue Na regierte in einer Zeit lang anhaltenden relativen Friedens, die er produktiv zu nutzen wusste. Er führte die singhalesische Langkawong-Ordnung in den Buddhismus ein, die als reinere Form betrachtet wurde als die vorher gepflegten Formen aus Hariphunchai, Bago und Ava. So brachte er u. a. 8.400 Mönche einer alten Sekte aus der Zeit von Königin Chamadevi dazu, sich nach dem Langkawong-Ritus zu ordinieren.
Im Jahr 1369 lud der König den Mönch Sumana Thera aus Sukhothai nach Lan Na ein. Dieser traf mit heiligen Reliquien Buddhas ein und blieb während der Regenzeit im Wat Phra Yuen in Hariphunchai. 1371 ließ er den Wat Suan Dok (oder Buppharam) im alten Blumengarten Phayom für Sumana Thera erbauen, der sich nun regelmäßig zur Regenzeit hierher zurückzog. 1373 ließ Kue Na Wiang Suan Dok errichten; hier wurden heilige Reliquien aufbewahrt. Sumana Thera brachte auch Reliquien nach Doi Suthep und in den Wat Suan Dok. Er starb 1389.
Mönche aus Chiang Saen und Chiang Tung kamen in den Wat Suan Dok, um sich dort unterrichten zu lassen.
Anlässlich der Geburt seines Sohnes Saen Mueang Ma sandten viele ausländische Herrscher Tribute und Geschenke nach Lan Na. Hieraus versteht sich auch der Name: แสนเมืองมา bedeutet „100.000 Länder (Mueang) kommen“. Seit den Zeiten von Mangrai war es üblich, Tribute an die Ho im Yunnan zu entrichten. Kue Na machte damit Schluss.
König Kue Na starb 1385. Sein Nachfolger wurde sein Sohn Saen Mueang Ma.